# La Femme reptile
Pour plus de détails, voir Fiche technique et Distribution.
La Femme reptile (The Reptile) est un film d'horreur britannique réalisé par John Gilling, sorti en 1966 et en 2005 en DVD.

## Synopsis
Dans un village reculé des Cornouailles, plusieurs habitants meurent après d'horribles souffrances. Le médecin légiste découvre des traces de morsures de serpent sur les corps. Un couple de nouveaux résidents après plusieurs incidents vont tenter de découvrir la vérité.

## Fiche technique
- Titre français : La Femme reptile
- Titre original : The Reptile
- Réalisation : John Gilling
- Scénario : Anthony Hinds
- Producteur : Anthony Nelson Keys
- Musique : Don Banks
- Photographie : Arthur Grant
- Montage : Roy Hyde
- Création des décors : Bernard Robinson
- Création des effets spéciaux de maquillage : Roy Ashton
- Création des effets visuels : Les Bowie
- Compagnie de production : Hammer Films - Seven Arts Pictures
- Compagnie de distribution : Twentieth Century Fox Film Corporation
- Durée : 91 minutes
- Pays d'origine :  Royaume-Uni
- Langue : Anglais Mono
- Ratio : 1.66:1 panoramique
- Sortie :  Royaume-Uni : 6 mars 1966 /  France : 2 août 1967

## Distribution
- Noel Willman (VF : Stéphane Audel) : Dr Franklyn
- Jacqueline Pearce (VF : Marcelle Lajeunesse) : Anna Franklyn
- Ray Barrett (VF : André Falcon) : Harry George Spalding
- Jennifer Daniel (VF : Joëlle Janin) : Valerie Spalding
- Marne Maitland (VF : Pierre Leproux) : Malay
- Michael Ripper (VF : Albert Augier) : Tom Bailey
- John Laurie (VF : Henri Virlogeux) : Peter le fou
- George Woodbridge (VF : Pierre Collet) : le vieux Garnsey
- David Baron (VF : Marc de Georgi) : Charles Edward Spalding

## Autour du film
- Les productions Hammer avaient déjà exploité, en 1964, le thème du monstre féminin sur une trame assez similaire : La Gorgone (The Gorgon) de Terence Fisher, dont le scénario était déjà signé de John Gilling.

## DVD (France)
Le film est sorti sur le support DVD dans la collection Les Trésors de la Hammer :
- La Femme reptile (DVD-5 Keep Case) sorti le 5 octobre 2005 édité par Metropolitan Vidéo et distribué par Seven7. Le ratio écran est en 1.85:1 panoramique 16:9. L'audio est en Français et Anglais 2.0 mono Dolby Digital avec présence de sous-titres français. En supplément la bande annonce d'époque. Il s'agit d'une édition Zone 2 Pal[1].